# Haslev Sogn
Haslev Sogn er et sogn i Tryggevælde Provsti (Roskilde Stift).
I 1800-tallet var Freerslev Sogn anneks til Haslev Sogn. Begge sogne hørte til Ringsted Herred i Sorø Amt. Haslev-Freerslev sognekommune blev ved kommunalreformen i 1970 kernen i Haslev Kommune, der ved strukturreformen i 2007 indgik i Faxe Kommune.
I Haslev Sogn ligger Haslev Kirke.
I sognet findes følgende autoriserede stednavne:
- Badsted (bebyggelse, ejerlav)
- Bregentved (ejerlav, landbrugsejendom)
- Bregnemade Skov (areal)
- Haslev (bebyggelse, ejerlav)
- Haslev Orned (areal, bebyggelse, ejerlav)
- Johansgade (bebyggelse)
- Kolding Huse (bebyggelse)
- Lysholm (bebyggelse, ejerlav)
- Maglemose (bebyggelse)
- Nederste Række (bebyggelse)
- Nordskov (bebyggelse)
- Piberhuse (bebyggelse)
- Snaven (bebyggelse)
- Stat-af (bebyggelse, ejerlav)
- Søndermark (bebyggelse)
- Troelstrup (bebyggelse, ejerlav)
- Ulse Sø (vandareal)
- Øverste Række (bebyggelse)